# Dagda
Dagda (németül: Dagden) város Lettország keleti részén, a Dagda-tó és a Narūtas folyó partján, 273 kilométerre Rigától. A 2009-es közigazgatási reformig Lettország Krāslavas járásához tartozott.

## Története
A települést írásos források először a 17. században említik. Városi rangot 1992-ben kapott.